# Senza rimorso
Senza rimorso è il romanzo nel quale esordisce il personaggio di John Clark, ed è collegato alla serie di spionaggio-tecnopolitica di Tom Clancy, in cui si narra la vita di Jack Ryan.

## Trama
John Kelly è un ex membro dei Navy SEAL, le forze speciali della US Navy, che ha operato diverse missioni di ricognizione e salvataggio in Vietnam. Dopo il congedo lavora come esperto di demolizioni subacquee; un giorno una ragazza, Pamela Madden, entra nella sua vita e John si rende conto, grazie all'aiuto di Sam e Sarah Rosen, che è tossicodipendente e in fuga da qualcuno. John la salva dalla droga ma commette un errore fatale, nel giorno della futura testimonianza della ragazza, che la riconsegna ai suoi ex "padroni" che la tortureranno e uccideranno lasciando il cadavere in una fontana; nella stessa circostanza viene ferito gravemente e viene salvato dal chirurgo Sam che aveva conosciuto precedentemente; nel frattempo in ospedale stringe amicizia con una capoinfermiera, Sandy o'Toole.
Una volta riabilitato, John, utilizzando l'addestramento della marina decide di vendicarsi dedicandosi a un'attività molto particolare: la caccia all'uomo; comincia così una guerra personale contro gli spacciatori che si conclude con l'uccisione di tutti i componenti della banda che aveva seviziato la ragazza e quasi ucciso lui, utilizza inoltre la camera iperbarica come tortura su uno della banda per ottenere informazioni.
Nel frattempo, si desta l'attenzione di un ammiraglio (Winslow Dutch Holland Maxwell), ora appartenente alla CIA, che conosceva il suo servizio in Vietnam e a cui John aveva recuperato il figlio, un pilota di A-4 abbattuto su Haiphong.
Ma un poliziotto molto sveglio ha iniziato a mettere insieme una serie di indizi che alla fine gli permettono di mettere Clark di fronte alle sue responsabilità. John chiede al poliziotto il tempo di una uscita in barca per onorare la memoria di una persona, e durante tutto il tempo viene seguito da una vedetta della Guardia Costiera statunitense; durante l'uscita John tenta di sfuggire al battello traversando la rotta di una nave in transito, ma la sua barca finisce speronata e lui viene dato per morto. In realtà è l'inizio di una nuova vita come John Clark per il servizio segreto americano.

## Personaggi

### Personaggi principali
- Doris Brown, una delle ragazze sfruttate da Henry per lo spaccio di droga; esce dal giro grazie a John.
- Henry Tucker, spacciatore di eroina; per lo spaccio sfrutta prostitute che tortura e violenta insieme ai suoi "collaboratori" (Billy, Burt, Nick e Rick).
- John Terrence Kelly, sommozzatore guastatore, ex membro dei Navy SEAL, viene da Indianapolis.
- Pamela Star Madden (Pam), una delle ragazze sfruttate da Henry per lo spaccio di droga; dopo esser scappata dai suoi aguzzini ha una storia con John.
- Sam Rosen, chirurgo alla clinica Hopkins, marinaio poco esperto che rompe la barca (una hatteras) e viene per caso rimorchiato da John.
- Sandra Manning o'Toole (Sandy), infermiera nel reparto di rianimazione della clinica Hopkins, suo marito, Tim, è morto in Vietnam.
- Sarah Rosen Robinowicz, moglie di Sam, farmacologa, lavora alla clinica Hopkins.

### Personaggi secondari
- Al Wallace, uomo agli ordini di Robin, suo amico, muore in guerra su un aereo abbattuto dal nemico.
- Angelo Vorano, spia che cerca invano di intercettare il traffico di droga gestito da Henry.
- Ann Pretlow, medico della clinica Hopkins.
- Bandanna (Lionell Hall), piccolo spacciatore al servizio di Henry.
- Ben Freeland, poliziotto che vede e ferma Xantha per strada.
- Bert, poliziotto che va sul luogo dove si trova John ferito gravemente dalla banda di Henry.
- Beverly Douglas, moglie di Tom.
- Billy (William Peter Grayson), ragazzo di colore spacciatore al servizio di Henry.
- Bob Ritter, funzionario che lavora nel settore operativo della CIA.
- Bobby, spacciatore al servizio di Henry.
- Burt, spacciatore al servizio di Henry.
- Casimir Podulski, contrammiraglio della Marina Militare degli Stati Uniti.
- Catherine Burke Ryan, moglie di Emmet.
- Chalmers, sergente esperto di servizi di informazione.
- Charles Barker, piccolo spacciatore (ventene) al servizio di Henry.
- Charles Meyer, reverendo che segue Doris.
- Chuck Monroe, giovane agente di polizia.
- Cliff Severn, medico di turno alla clinica Hopkins, quando portano John ferito gravemente.
- David Brown, fratello di Doris, morto in Vietnam.
- Deacon, tecnico elettricista, modifica la carabina di Kelly prima della missione in Vietnam.
- Donald Maceo, piccolo spacciatore al servizio di Henry.
- Donald Madden, padre di Pamela, quando era piccola veniva spesso da lui maltrattata.
- Dooley, capitano di polizia di Pittsburgh.
- Ed (Eddie) Murdock Morello, capomeccanico del cantiere sistema la barca di John (è nel giro degli spacciatori al servizio di Henry).
- Emmet Ryan, collega di Frank e Tom Douglas, tenente della polizia, investigatore.
- Ernest Joy, capitano della polizia di Stato, superiore di Ben.
- Farber Sidney, psichiatra che lavora con Emmet.
- Frank Allen, collega di Emmet e Tom Douglas; tenente della polizia, investigatore della squadra omicidi amico di John, ex artigliere dei Marines durante la seconda guerra mondiale.
- Frank Molinari, killer ingaggiato da Henry per uccidere Doris e suo padre.
- Fred, spacciatore al servizio di Henry.
- Georgij Borissovic, funzionario del KGB.
- Gloria Boyd (mrs), signora anziana che vende un vecchio maggiolino a John.
- Gonzales, capo di seconda classe sulla nave "Ogden" che porta i Marines in Vietnam.
- Helen, una delle ragazze sfruttate da Henry e la sua banda per lo spaccio di droga.
- Harry, sergente responsabile del deposito centrale delle prove di reato.
- Irma Rohrerbach, segretaria dell'archivio militare centrale di St. Louis.
- Jack Ryan, figlio di Emmet vorrebbe entrare nei Marines.
- Jack Tait, tenente colonnello esperto in distruzione sistemi di difesa, compagno di Robin.
- James Greer (Jim), agente segreto, contrammiraglio della marina.
- Jurij Konstantinovic, generale amico di Nicolaj Grisanov.
- Manuel Oreza, quartiermastro di prima classe della Guardia Costiera statunitense.
- Maria, una delle ragazze sfruttate da Henry e la sua banda per lo spaccio di droga.
- Mark Charon, tenente della sezione narcotici del dipartimento della polizia municipale di Baltimora.
- Marvin, agente dei servizi segreti sovietici, che incontra Peter Henderson.
- Max, collega di Manuel.
- Michelle Bryant, psichiatra, di Pittsburgh, prende in carico Doris.
- Mike, spacciatore al servizio di Henry.
- Mike Eaton, infermiere che soccorre per primo John quando viene gravemente ferito.
- Nancy Wu, cinese, infermiera amica di Sandy.
- Nick, spacciatore al servizio di Henry.
- Nikolaj Grisanov, ufficiale sovietico esperto di storia militare presente in Vietnam per interrogare i prigionieri americani.
- Paul English, sottufficiale della stazione della guardia costiera di Thomas Point.
- Paul Irvin, sergente maggiore dei Marines prepara il gruppo che deve andare in missione in Vietnam.
- Paula, una delle ragazze sfruttate da Henry e la sua banda per lo spaccio di droga.
- Pete Albie, capitano della squadra di Marines cui apparteneva Kelly durante la missione in Vietnam.
- Peter Henderson, collaboratore di un membro della commissione speciale sui servizi segreti.
- Peter Meyer, figlio di Charles, sergente di polizia reduce del Vietnam.
- Phil, spacciatore al servizio di Henry.
- Pierre Lamarck, magnaccia di New Orleans.
- Raymond Brown, padre di Doris.
- Reva, cugina di Sarah.
- Rick (Richard Oliver Farmer), spacciatore al servizio di Henry.
- Rober White Greer, tenente del corpo dei Marines caduto in guerra, figlio di James.
- Roberta, una delle ragazze sfruttate da Henry e la sua banda per lo spaccio di droga.
- Robin Zacharias, colonnello dell'aeronautica militare degli Stati Uniti.
- Roger MacKenzie, collega di Bob Ritter.
- Sergej Volosin, osservatore politico, membro del primo rettorato centrale del KGB.
- Silvio Esteves, comandante del sottomarino "Skate" che accompagna John sul luogo della missione in Vietnam.
- Stanislas Podulski, tenente figlio di Casimir ex pilota colpito da un missile terra-aria.
- Ted Franks, capitano di vascello della nave "Ogden" che accompagna i Marines in Vietnam.
- Tish Patricia Kelly, moglie di John incinta, muore in un incidente stradale.
- Tom Douglas, sergente di polizia collega di Frank e Emmet.
- Tomlinson, guardiamarina fresco di nomina che lavora con Manual.
- Tony Piaggi, spacciatore al servizio di Henry, si occupa del rapimento di Angelo.
- Vinh, maggiore dell'esercito vietnamita che tiene i prigionieri americani.
- Virginia Charles, infermiera dell'ospedale St. Agnes.
- Wally Hicks (Cassio), figlio di un ufficiale, assistente esecutivo di Roger MacKenzie.
- Winslow Dutch Holland Maxwell, ammiraglio della Marina Militare degli Stati Uniti, ex pilota da caccia, in passato ha promosso John capo scelto dopo che ha recuperato suo figlio.
- Xantha Matthews, una delle ragazze sfruttate da Henry e la sua banda per lo spaccio di droga.

## Edizioni
- Tom Clancy, Senza rimorso, collana BUR, Rizzoli, 1995,  pp. 726, ISBN 88-17-11479-0.